# Wywiad przemytniczy Straży Granicznej
Wywiad przemytniczy Straży Granicznej – wyspecjalizowana służba Straży Granicznej II Rzeczypospolitej.
W 1928 roku, w ramach nowo tworzonej formacji granicznej (Straży Granicznej), rozpoczęto organizowanie służby wywiadowczej.
Z uwagi na zakres terytorialny działania wywiadu przemytniczego, teren państwa podzielono na trzy obszary:
- strefa „A” – obszar pograniczny
- strefa  „B” – obszar wewnętrzny
- strefa  „C” — obszar działania Korpusu Ochrony Pogranicza (obszar wschodni i północno-wschodni).

Służba wywiadowcza Straży Granicznej działała w strefie A i B. Podlegała komendantowi Straży Granicznej, który kierował nią przez szefa oddziału informacyjnego (kierownika oddziału II Straży Granicznej).
Na szczeblu inspektoratu okręgowego służbą wywiadowczą bezpośrednio kierował zastępca do spraw informacyjnych. Obszar każdego inspektoratu okręgowego dzielił się na teren bezpośredniego działania inspektoratu okręgowego i poszczególnych inspektoratów granicznych. Teren działania inspektoratów granicznych dzielił się na teren bezpośredniego działania oraz poszczególnych komisariatów. Na terenie bezpośredniego działania służba wywiadowcza podlegała oficerowi wywiadowczemu inspektoratu granicznego, a w komisariatach kierował nią kierownik komisariatu. Na obszarze bezpośredniego działania inspektoratów okręgowych tworzono komisariaty drugiej linii, podległe oficerowi informacyjnemu inspektoratu. W strefie obszaru wewnętrznego służba wywiadowcza podlegała szefowi oddziału II Komendy Straży Granicznej, który kierował nią za pośrednictwem Egzekutywy.
Podstawową jednostką granicznej służby wywiadowczej były placówki drugiej linii. Nie były to placówki zakonspirowane. Były rozmieszczone w miejscach postoju wszystkich komisariatów, inspektoratów granicznych, inspektoratów okręgowych oraz innych. Zakonspirowana była sieć płatnych agentów. Funkcjonariusze, w zależności od potrzeb, byli umundurowani lub działali ubraniach cywilnych. W większych ośrodkach handlowych, turystycznych i innych o zwiększonym ruchu osobowym i towarowym, placówki drugiej linii wystawiały posterunki wywiadowcze.
Obsada personalna placówek II linii w czerwcu 1939.
| Wyszczególnienie             | Liczba            | Liczba        | Liczba             | Liczba |
| Wyszczególnienie             | placówki II linii | podoficerowie | pracownicy cywilni | razem  |
| ---------------------------- | ----------------- | ------------- | ------------------ | ------ |
| Mazowiecki Okręg SG          | 26                | 106           | 15                 | 121    |
| Pomorski Okręg SG            | 29                | 156           | 20                 | 176    |
| Wielkopolski Okręg SG        | 31                | 134           | 12                 | 146    |
| Śląski Okręg SG              | 32                | 224           | 16                 | 240    |
| Zachodniomałopolski Okręg SG | 19                | 96            | 16                 | 112    |
| Wschodniomałopolski Okręg SG | 15                | 75            | 8                  | 83     |
| Egzekutywa KG SG             | 3                 | 40            | 10                 | 50     |
| Komisariat SG „Białystok”    | 2                 | 10            | 4                  | 14     |
| Komisariat SG „Łódź”         | 6                 | 28            | 6                  | 34     |
| Komisariat SG „Sandomierz”   | 4                 | 24            | -                  | 24     |
| Razem                        | 176               | 893           | 107                | 1000   |